# Familjen Flinta i Viva Rock Vegas
Familjen Flinta i Viva Rock Vegas är en amerikansk komedifilm från 2000 regisserad av Brian Levant. Den hade svensk premiär den 22 september 2000.
Handlingen utspelar sig innan den föregående filmen, Familjen Flinta (1994). Titelmelodin sjungs av Ann-Margret. 

## Handling
Filmen handlar om hur Fred Flinta och Wilma Slaggkrona först träffar varandra och blir kära. Wilma som kom från en överklassfamilj har en högre rang än Fred som kommer från arbetarklassen. Wilmas mamma Pearl Slaggkrona accepterar inte Fred utan vill att Wilma ska gifta sig med en acceptabel man från överklassen. Även Barney Granit och Betty Gråsten träffas samtidigt som Fred och Wilma och även de blir kära. Betty och Wilma möter varandra i början av filmen och jobbar tillsammans på ett matställe och blir goda vänner. Även Fred och Barney jobbade tillsammans på ett stenbrott som dinosauriekörare och var även de goda vänner.

## I rollerna (i urval)
- Mark Addy - Fred Flinta
- Stephen Baldwin - Barney Granit
- Kristen Johnston - Wilma Slaggkrona
- Jane Krakowski - Betty Gråsten
- Joan Collins - Pearl Slaggkrona, Wilmas mamma
- Harvey Korman - Överste Slaggkrona
- Thomas Gibson - Flis
- Alan Cumming - Gazoo
- Alex Meneses - Roxie
- John Taylor - Mick Richrock
- Tony Longo - Store Blocko
- Danny Woodburn - Lille Blocko

### Svenska röster
- Johan Wahlström-Fred Flinta
- Steve Kratz-Fred Flinta (sång)
- Johan Hedenberg-Barney Granit
- Annica Smedius-Wilma
- Pernilla Wahlgren-Betty
- Irene Lindh-Mrs Slaghoople
- Andreas Nilsson-Flis
- Mattias Knave-Gazoo
- Joakim Jennefors-Mick
- Hans Wahlgren-Överste Slagghorn
- Vicki Benckert-Blivande brud
- Steve Kratz-Store Blocko
- Hasse Jonsson-Lille Blocko
- Hans Wahlgren-Examinator 1
- Steve Kratz-Examinator 2
- Dick Eriksson-Examinator 3
- Peter Sjöqvist-Juice-Maskin
- Hans Wahlgren-Präst
- Dick Eriksson-Rymdvarelse 1
- Steve Kratz-Rymdvarelse 2
- Johan Hedenberg-Rymdvarelse 3
- Hans Wahlgren-Dammsugare
- Claudia Galli-Tennistjej
- Andreas Nilsson-Fängelsevakt
- Annica Smedius-Kitty
- Annica Smedius-Bläckfisk
- Claudia Galli-Roxie
- Hans Wahlgren-Skylt
- Peter Sjöqvist-Joe Stenhuvud
- Vicki Benckert-Spelgalen kvinna
- Andreas Nilsson-Dekant Agat
- Hasse Jonsson-Croupier
- Hasse Jonsson-Bläckfisk-croupier
- Steve Kratz-Betjänt
- Lasse Svensson-Brontosaurus
- Lasse Svensson-Man 1
- Lasse Svensson-Man 2
- Dick Eriksson-Man 3
- Hasse Jonsson-Man 4
- Lasse Svensson-Man 5
- Peter Sjöqvist-Man 6
- Mattias Knave-Galt
- Mattias Knave-Koreograf
- Vicki Benckert-Blondin
- Claudia Galli-Genevieve
- Steve Kratz-Melvin
- Claudia Galli-Publikkvinna
- Steve Kratz-Publikman
- Lasse Svensson-Grottman
- Hasse Jonsson-Gammal man
- Annica Smedius-Spågumma
- Dick Eriksson-Bowlingman
- Johan Hedenberg-Konferencier
- Steve Kratz-Kieth Klippard
- Andra Röster:Claudia Galli
Vicki Benckert
Peter Sjöqvist
Hasse Jonsson
Lasse Svensson
Dick Eriksson
Mattias Knave